# Aleksandr Semenovich Kushner
Aleksandr Semenovich Kushner (tiếng Nga: Александр Семёнович Кушнер) sinh ngày 14 tháng 9 năm 1936 – là nhà thơ, nhà văn Nga.

## Tiểu sử
Aleksandr Kushner sinh ở Leningrad (nay là Sankt-Peterburg) trong một gia đình gốc Do Thái. Bố là đại tá hải quân. Tốt nghiệp Đại học sư phạm, Aleksandr Kushner đi dạy môn tiếng Nga và văn học trong 10 năm (từ 1959 đến 1969). Từ cuối thập kỉ 60 chuyển sang hoạt động văn học chuyên nghiệp.
Ông là hội viên Hội nhà văn Liên Xô (1965), hội viên Hội văn bút quốc tế Nga (1987). Từ năm 1992 là tổng biên tập của tạp chí Thư viện của nhà thơ (Библиотеки поэта), từ năm 1995 là tổng biên tập của Thư viện mới của nhà thơ (Новая библиотека поэта), đồng thời là thành viên hội đồng biên tập của các tạp chí "Звезда", "Контрапункт", "Арт-Петербург"… Hiện tại ông sống và làm việc ở Sankt-Petersburg.
Phong cách thơ của Aleksandr Kushner gần gũi với Innokenty Annensky, Boris Pasternak và các nhà thơ phái Đỉnh cao (Asmeism). Nhà thơ Joseph Brodsky (giải Nobel Văn học năm 1987) viết về ông như sau: "Aleksandr Kushner là một trong số những nhà thơ trữ tình hay nhất của thế kỉ XX, tên anh đặt bên cạnh những tên tuổi đáng quý nhất đối với mọi trái tim coi tiếng Nga là tiếng mẹ đẻ". Thơ của Aleksandr Kushner được dịch nhiều ra các thứ tiếng Anh, Pháp, Đức, Ý, Hà Lan, Nhật, Hebrew, Séc, Bungary... và gần đây bắt đầu được dịch ra tiếng Việt.

## Giải thưởng
-	Giải thưởng Nhà nước Liên bang Nga (1995)
-	Giải "Cây cọ phương Bắc" (1995)
-	Giải của tạp chí "Thế giới mới" (1997)
-	Giải quỹ Pushkin A. Tepfera (1998)
-	Giải thưởng Pushkin Liên bang Nga (2001)
-	Giải nghệ thuật nông nghiệp Nga hoàng (2004)
-	Giải thưởng "Nhà thơ" (2005)
-	Giải thưởng Korney Chukovsky
-	Giải "vì hoạt động tích cực khuyến khích trẻ đọc sách và đọc văn học thiếu nhi trong nước" (2007)

## Tác phẩm
Thơ:
•	Первое впечатление. 1962.
•	Ночной дозор. 1966.
•	Приметы. 1969.
•	Письмо. 1974.
•	Прямая речь. 1975.
•	Голос. 1978.
•	Таврический сад. 1984.
•	Дневные сны. 1986.
•	Живая изгородь. 1988
•	Ночная музыка. 1991.
•	На сумрачной звезде. 1994.
•	Тысячелистник. 1998.
•	Летучая гряда. 2000.
•	Кустарник. 2002.
•	Холодный май. 2005.
•	В новом веке. 2006.
•	Времена не выбирают (пять десятилетий), «Азбука-классика». 2007.
Văn xuôi:
•	Аполлон в снегу
•	Волна и камень

## Một số bài thơ
| Chia tay em nhé Chia tay nhé, chia tay đến ngày mai Đến ngày kia, đến mùa đông lạnh giá. Chia tay nhé, chia tay đến tháng ba. Ta đón mùa đông hai người riêng lẻ. Sẽ gặp gỡ và sẽ tiễn đưa riêng. Chia tay em chờ đến ngày vui nhé. Đến mùa xuân. Đôi mắt ta không nhìn. Đến mùa xuân. Và muộn hơn thế nữa. Chia tay nhé, chia tay đến mùa hè Em vân vê găng tay làm chi thế Chia tay đến "bằng cách nào", "đâu đó" Đến "một khi nào", thôi thế em nghe. Em lần lữa đứng trước cửa làm gì Có thể nào chính xác hơn dược nữa? Ta chia tay đến tận đường biên nhé Biên giới tận cùng. Và sau đó em nghe. Ngủ chung Hạnh phúc biết bao, thật là sung sướng Hai đứa cùng nằm, hai đứa trùm chăn Rồi ngủ say khi có em bên cạnh Và sáng ra thức giấc cùng em. Và trong khi ta ngủ, anh và em Trong khu vườn có tiếng xào xạc lá Giữa bầu trời, cả những miền đen đúa Cũng sáng lòa, cũng nhấp nháy long lanh. Và trong khi ta ngủ, bên chiếc bàn Tay gàn cãi nhau với cơn thiu ngủ Nhưng anh ngủ và cả em cũng ngủ Chỉ giấc mơ của thơ phú đứng lên. Ta ngủ say sưa, tất cả ngang bằng Với tình yêu và với điều bất tử Cho không biếu không khi trong giấc ngủ Còn ban ngày – bằng sốt sắng nhiệt tâm. Ta ngủ say sưa, cứ để mặc lòng Bất chấp hết, ta cứ say sưa ngủ Đi vào chi tiết, hoa văn giấc ngủ Và đi vào trong từng mớ tóc xoăn. Má kề bên má. Ta ngủ suốt đêm Với sự cả tin của con chim nhỏ Và trong vẻ không có gì che chở Sự lớn lao sẽ đến với chúng mình. Tiếng sấm tan vào giấc ngủ suốt đêm Và suốt đêm câu trả lời sấm đợi Giấc ngủ hai người – hạnh phúc biết mấy! Ai cho mình làm như vậy hả em? Bản dịch của Nguyễn Viết Thắng | Ну прощай, прощай до завтра Ну прощай, прощай до завтра, Послезавтра, до зимы. Ну прощай, прощай до марта. Зиму порознь встретим мы. Порознь встретим и проводим. Ну прощай до лучших дней. До весны. Глаза отводим. До весны. Еще поздней. Ну прощай, прощай до лета. Что ж перчатку теребить? Ну прощай до как-то, где-то, До когда-то, может быть. Что ж тянуть, стоять в передней, Да и можно ль быть точней? До черты прощай последней, До смертельной. И за ней. Какое счастье, благодать Ложиться, укрываться, С тобою рядом засыпать, С тобою просыпаться! Пока мы спали, ты и я, В саду листва шумела И неба темные края Сверкали то и дело. Пока мы спали, у стола Чудак с дремотой спорил, Но спал я, спал, и ты спала, И сон всех ямбов стоил. Мы спали, спали, наравне С любовью и бессмертьем Давалось даром то во сне, Что днем — сплошным усердьем. Мы спали, спали, вопреки, Наперекор, вникали В узоры сна и завитки, В детали, просто спали. Всю ночь. Прильнув к щеке щекой. С доверчивостью птичьей. И в беззащитности такой Сходило к нам величье. Всю ночь в наш сон ломился гром, Всю ночь он ждал ответа: Какое счастье — сон вдвоем, Кто нам позволил это? |